# Bob Hite
Robert Ernest "Bob" Hite (26 de febrero de 1943 - 6 de abril de 1981) fue un cantante y músico estadounidense, conocido por ser cantante y miembro fundador de la banda de blues rock, llamada Canned Heat. También se lo conoció con el sobrenombre The Bear (El Oso).

## Biografía
Hite formó junto a Alan Wilson (guitarra y voz), Henry Vestine (guitarra), Larry Taylor (bajo) y Adolfo de la Parra (batería); el grupo Canned Heat en 1965. Con esta agrupación, editó un total de once trabajos discográficos de estudio entre 1967 y 1981.
En agosto de 1969, Hite y su banda se presentaron en el famoso festival de tres días paz y amor, Woodstock. Las actuaciones no se incluyeron en la película original  Woodstock (1970), pero si están en la versión de 1994. También produjo en 1971, un disco compartido con John Lee Hooker, titulado Hooker 'N Heat.
El 5 de abril de 1981, después de un descanso tras un ensayo, Hite recibió un fármaco que se suponía, era cocaína. Hite aspiró dicha droga y resultó ser en realidad heroína pura. En ese momento, Hite se desplomó y fue llevado de urgencia a un hospital cercano, donde no pudieron reanimarlo y murió en la madrugada del 6 de abril. Tenía 38 años.